# Orthopyxis tincta
Orthopyxis tincta är en nässeldjursart som först beskrevs av Walter Douglas Hincks 1861.  Orthopyxis tincta ingår i släktet Orthopyxis och familjen Campanulariidae. Inga underarter finns listade i Catalogue of Life.